# Csilla
Csilla ist ein besonders im ungarischen Sprachraum beliebter weiblicher Vorname. Er ist eine Neuschöpfung des Schriftstellers András Dugonics, der von 1740 bis 1818 lebte. Er nannte die Protagonistin seines Romans Etelka so.
Csilla stammt vom ungarischen Wort „csillag“, was „Stern“ bedeutet und folgt dem Muster des romanischen Vornamens Stella.

## Verbreitung
In Deutschland kommt der Name selten in der Namensgebung vor. Seit 2010 wurde er hin und wieder vergeben, insgesamt etwa 30 Mal. Der Name ist in Österreich seit 1984 in den Hitlisten anzutreffen, seine Vergabe findet eher sporadisch statt. Von 1984 bis 2023 wurden 17 Kinder so genannt. In der Schweiz tragen 229 Personen diesen Namen (Stand 2023).
Der Name war in Ungarn von 2000 bis 2006 in den Top-100. Die höchste Platzierung erzielte er im Jahr 2000 mit Rang 75.
Die Vergabe ist auch in Dänemark, England, Kanada und den USA nachgewiesen.

## Bekannte Namensträgerinnen
- Csilla Ababi (1983–2019), rumänische Schauspielerin
- Csilla Argyelán (* 1990), ungarische Tennisspielerin
- Csilla Bátorfi (* 1969), ungarische Tischtennisspielerin
- Csilla Freifrau von Boeselager (1941–1994), Dame des Malteserordens
- Csilla Elekes (* 1964), ungarisch-deutsche Handballspielerin
- Csilla Madarász-Dobay (1943–2021), ungarische Schwimmerin
- Csilla Soós (* 1983), ungarisch-slowakische Glaskünstlerin
- Csilla Szentpéteri (* 1965), ungarische Pianistin und Komponistin